# Conventional Weapons
Conventional Weapons è un progetto dei My Chemical Romance che ha visto pubblicare, tra l'ottobre 2012 e il febbraio 2013, 5 singoli contenenti ciascuno due brani inediti della band registrati nel 2009. In contemporanea con la pubblicazione del quinto e ultimo singolo, è stato inoltre pubblicato un cofanetto contenente i 5 singoli in formato vinile. Conventional Weapons è l'ultimo lavoro della band prima del loro scioglimento, avvenuto nel marzo 2013.

## Tracce
Number One
1. Boy Division - 2:55
2. Tomorrow's Money - 3:16

Number Two
1. AMBULANCE - 3:52
2. Gun. - 3:39

Number Three
1. The World Is Ugly - 4:54
2. The Light Behind Your Eyes - 5:12

Number Four
1. Kiss the Ring - 3:09
2. Make Room!!!! - 3:42

Number Five
1. Surrender the Night - 3:27
2. Burn Bright - 4:17

## Formazione
- Gerard Way - voce
- Ray Toro - chitarra solista, cori
- Frank Iero - chitarra ritmica, cori
- Bob Bryar - batteria
- Mikey Way - basso